# Dichocrocis megillalis
Dichocrocis megillalis là một loài bướm đêm trong họ Crambidae.